# 서울신암초등학교
서울신암초등학교는 대한민국 서울특별시 강동구 암사동에 있는 공립 초등학교이다.

## 학교 연혁
- 1980년 11월 3일 서울신암국민학교 개교(42학급, 강동국민학교에서 2673명 인수)(설립인가 10월 25일)
- 1996년 3월 1일 현재 교명으로 변경
- 2001년 9월 1일 선사초등학교로 분교(473명)
- 2006년 11월 15일 잔디운동장 개장, 도서실, 급식실 리모델링
- 2008년 12월 17일 영어전용교실 개관
- 2014년 9월 30일 잔디운동장 리모델링
- 2015년 9월 1일 실습실 리모델링
- 2016년 1월 18일 다목적실 전등 LED로 교체 및 흡음시설 개선
- 2016년 2월 19일 제35회 졸업식(155명 졸업)
- 2016년 2월 23일 도서실 리모델링
- 2016년 10월 30일 에코스쿨사업(야외 학습장 조성)
- 2016년 11월 12일 담장 울타리 개선사업
- 2017년 2월 14일 본관 중앙현관 리모델링
- 2017년 2월 17일 제36회 졸업식(119명 졸업)
- 2017년 8월 18일 교실 바닥 전면 교체 및 내부 전면 도색
- 2018년 1월 15일 화장실 양변기 교체 및 노후 CCTV 교체
- 2018년 2월 14일 제37회 졸업식(114명 졸업)
- 2018년 8월 31일 정문 및 후문 교체
- 2019년 2월 15일 제38회 졸업식(115명 졸업)
- 2019년 2월 28일 꿈담교실(돌봄 겸용 교실 증설)
- 2019년 3월 1일 제11대 조병래 교장 취임
- 2019년 8월 25일 학교 본관, 별관 외벽 도색
- 2019년 8월 25일 과학실(Ⅰ,Ⅱ) 현대화 사업
- 2019년 9월 30일 학교 내 포장공사(블럭)
- 2019년 9월 1일 서울형혁신학교 지정(~2024.2.)
- 2019년 11월 1일 꿈틀이의 상상나라(어린이 놀이 공간) 개장
- 2020년 2월 12일 제39회 졸업식(120명 졸업)(총 14,940명 졸업)

## 참고 자료
- 서울신암초등학교 - 한국교육학술정보원 학교알리미